# Katéritsa
Katéritsa (búlgaro: Катѐрица) es un pueblo de Bulgaria perteneciente al municipio de Pórdim de la provincia de Pleven.
Se ubica en el límite con la provincia de Lovech, unos 10 km al sureste de Pórdim.
El topónimo local deriva de "Mesra Kataritsa", nombre medieval que viene a significar "lugar de cátaros deshabitado", y hace referencia a que la localidad estuvo habitada en la Edad Media por bogomilos.

## Demografía
En 2011 tenía 87 habitantes, todos ellos étnicamente búlgaros.
En anteriores censos su población ha sido la siguiente:
| Gráfica de evolución demográfica de Katéritsa entre 1934 y 2011 |
|                                                                 |